# Světové jezdecké hry 2014

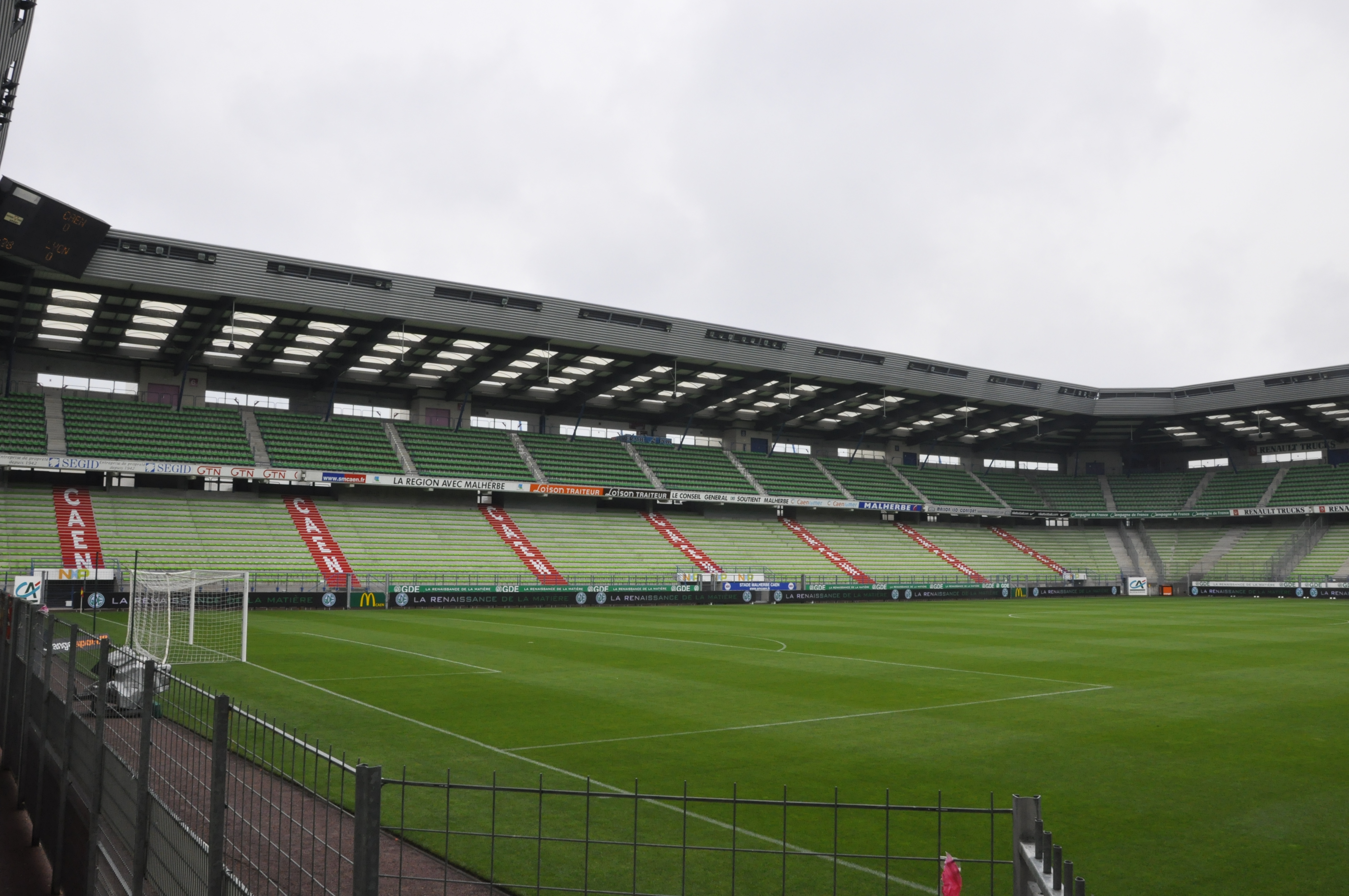
Stade Michel-d'Ornano, hlavní aréna Světových jezdeckých her 2014

Světové jezdecké hry 2014 (oficiálně anglicky Alltech FEI World Equestrian Games 2014 in Normandy, WEG 2014, francouzsky Jeux équestres mondiaux FEI Alltech 2014 en Normandie) byly největší jezdeckou událostí roku 2014. Probíhaly od 23. srpna do 7. září v Caen a okolí ve francouzské Normandii. Pro jezdecké disciplíny parkur, drezuru, všestrannost, paradrezuru, vytrvalost, reining, spřežení a voltiž sloužily jako mistrovství světa, jako ukázkové disciplíny se předvádvedly horse-ball a koňské pólo.

## Program
| UC | Úvodní ceremoniál | ● | Soutěžní den disciplíny | 1 | Finále disciplíny | ZC | Závěrečný ceremoniál |

| Srpen / září       | 23. St | 24. Čt | 25. Pá | 26. So | 27. Ne | 28. Po | 29. Út | 30. Po | 31. Út | 1. St | 2. Čt | 3. Pá | 4. So | 5. Ne | 6. Po | 7. Út | Finále |
| ------------------ | ------ | ------ | ------ | ------ | ------ | ------ | ------ | ------ | ------ | ----- | ----- | ----- | ----- | ----- | ----- | ----- | ------ |
| Ceremoniály        | UC     |        |        |        |        |        |        |        |        |       |       |       |       |       |       | ZC    |        |
| Drezura            |        |        | ●      | 1      | 1      |        | 1      |        |        |       |       |       |       |       |       |       | 3      |
| Reining            |        |        | ●      | 1      |        | ●      |        | 1      |        |       |       |       |       |       |       |       | 2      |
| Paradrezura        |        |        | ●      | ●      | 2      | 4      | 5      |        |        |       |       |       |       |       |       |       | 11     |
| Všestrannost       |        |        |        |        |        | 2      |        |        |        |       |       |       |       |       |       |       | 2      |
| Endurance          |        |        |        |        |        | ●      | ●      | ●      | 2      |       |       |       |       |       |       |       | 2      |
| Parkur             |        |        |        |        |        |        |        |        |        |       | ●     | ●     | 1     |       | ●     | 1     | 2      |
| Voltiž             |        |        |        |        |        |        |        |        |        |       | ●     | ●     | ●     | 4     |       |       | 4      |
| Spřežení           |        |        |        |        |        |        |        |        |        |       |       |       | ●     | ●     | ●     | 2     | 2      |
| Celkem disciplín   |        |        |        | 2      | 3      | 6      | 6      | 1      | 2      |       |       |       | 1     | 4     |       | 3     | 28     |
| Kumulativní součet |        |        |        | 2      | 5      | 11     | 17     | 18     | 20     | 20    | 20    | 20    | 21    | 25    | 25    | 28    |        |
| Srpen / září       | 23. St | 24. Čt | 25. St | 26. Čt | 27. Pá | 28. So | 29. Ne | 30. Po | 31. Út | 1. St | 2. Čt | 3. Pá | 4. So | 5. Ne | 6. Po | 7. Út | Finále |

## Sportoviště
Caen

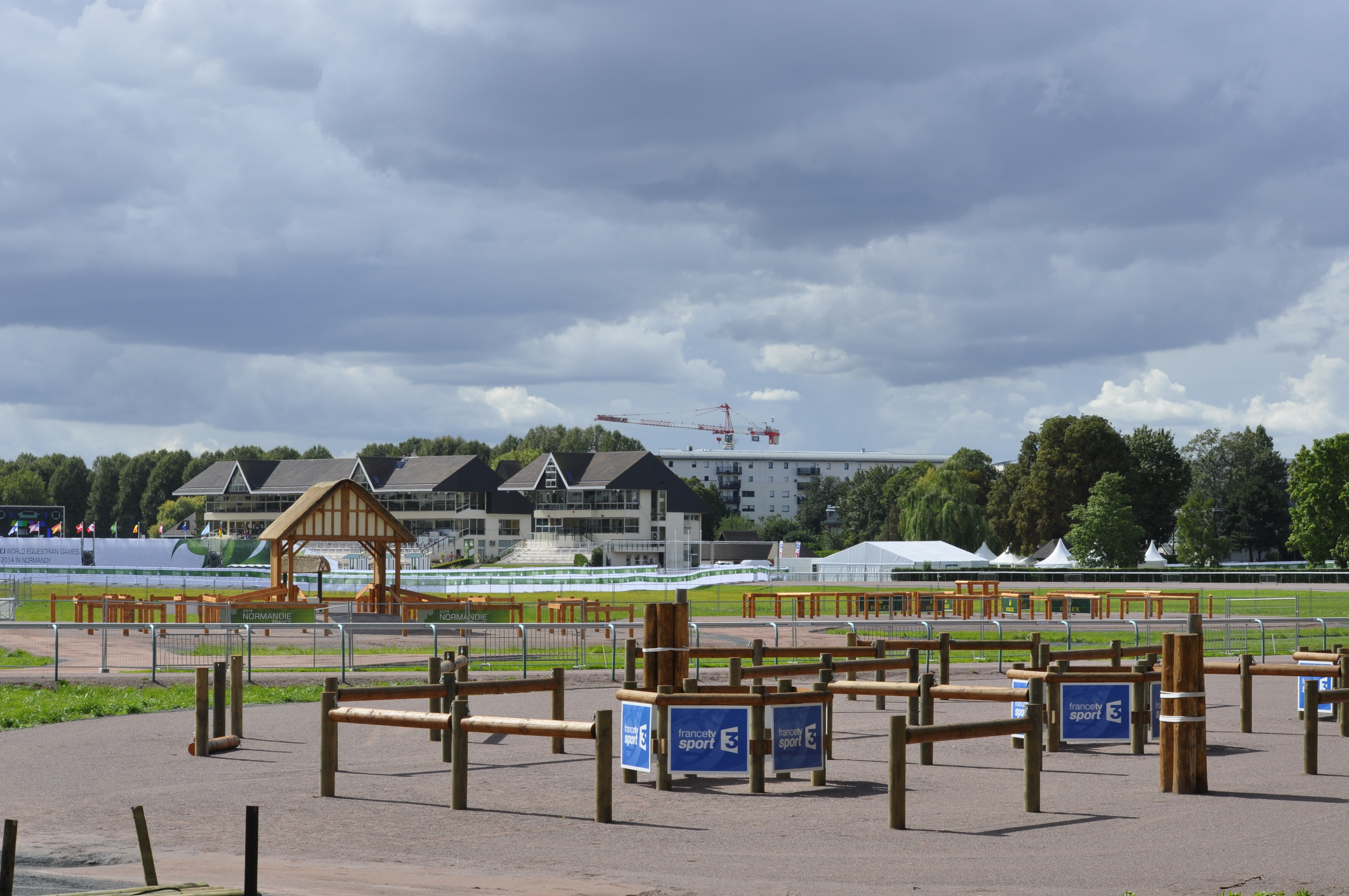
La Prairie, dějiště soutěží spřežení

- Stade Michel-d'Ornano (parkur, drezura, parkur pro všestrannost, slavnostní zahájení)
- hala Zénith (voltiž)
- veletržní areál Caen Expo Congrès (reining)
- dostihové závodiště La Prairie (paradrezura, spřežení)

další místa
- národní hřebčín Haras du Pin (drezura a terénní zkouška pro všestrannost)
- záliv Mont-Saint-Michel (vytrvalost)
- Deauville (exhibiční soutěž v koňském pólu)
- Saint-Lô (exhibiční soutěž v horse-ballu)

## Výsledky
| Soutěž                | Zlato | Zlato    | Stříbro | Stříbro  | Bronz | Bronz    |
| Drezura               | Drezura | Drezura  | Drezura | Drezura  | Drezura | Drezura  |
| --------------------- | --- | -------- | --- | -------- | --- | -------- |
| družstva              | Německo - Isabell Werthová – Bella Rose 2 - Helen Langehanenbergová – Damon Hill NRW - Kristina Spreheová – Desperados FRH - Fabienne Lütkemeierová – D'Agostino FRH                                                                       | 241,700  | Velká Británie - Charlotte Dujardinová – Valegro - Carl Hester – Nip Tuck - Michael Eilberg – Half Moon Delphi - Gareth Hughes – DV Stenkjers Nadonna                                                   | 231,343  | Nizozemsko - Adelinde Cornelissenová – Jerich Parzival N.O.P. - Hans Peter Minderhoud – Glock's Johnson TN - Diederik van Silfhout – Arlando NH N.O.P. - Edward Gal – Glock's Voice                  | 227,400  |
| Grand Prix Special    | Charlotte Dujardinová – Valegro | 86,120 % | Helen Langehanenbergová – Damon Hill NRW | 84,468 % | Kristina Spreheová – Desperados FRH | 79,762 % |
| Grand Prix freestyle  | Charlotte Dujardinová – Valegro | 92,161 % | Helen Langehanenbergová – Damon Hill NRW | 88,286 % | Adelinde Cornelissenová – Jerich Parzival N.O.P. | 85,714 % |
| Paradrezura           | |          | |          | |          |
| družstva              | Velká Británie - Lee Pearson – Zion - Sophie Christiansenová – Janeiro 6 - Sophie Wellsová – Valerius - Natasha Bakerová – Cabral | 456,024  | Nizozemsko - Frank Hosmar – Alphaville N.O.P. - Sanne Voetsová – Vedet PB N.O.P. - Rixt van der Horst – Uniek - Demi Vermeulen – Vaness                                                                 | 436,941  | Německo - Elke Philipp – Regaliz - Hannelore Brennerová – Women of the World - Carolin Schnarreová – Del Rusch - Britta Napelová – Let's Dance 89                                                    | 432,510  |
| Grade Ia indiv. test  | Sophie Christiansenová – Janeiro 6 | 77,565 % | Sara Morgantiová – Royal Delight | 76,478 % | Laurentia Yen-Yi Tanová – Ruben James 2 | 75,087 % |
| Grade Ib indiv. test  | Lee Pearson – Zion | 77,310 % | Pepo Puch – Fine Feeling S | 74,793 % | Nicole Den Hulková – Wallace | 71,621 % |
| Grade II indiv. test  | Rixt van der Horst – Uniek | 72,457 % | Natasha Bakerová – Cabral | 71,429 % | Lauren Barwicková – Off to Paris | 70,914 % |
| Grade III indiv. test | Hannelore Brennerová – Women of the World | 73,610 % | Sanne Voetsová – Vedet PB N.O.P. | 73,146 % | Susanne Jensby Sunesenová – Thy's Que Faire | 71,976 % |
| Grade IV indiv. test  | Michèle Georgeová – FBW Rainman | 74,881 % | Sophie Wellsová – Valerius | 74,333 % | Frank Hosmar – Alphaville N.O.P. | 73,500 % |
| Grade Ia freestyle    | Sara Morgantiová – Royal Delight | 78,800 % | Sophie Christiansenová – Janeiro 6 | 77,550 % | Elke Philippová – Regaliz | 76,750 % |
| Grade Ib freestyle    | Lee Pearson – Zion | 80,050 % | Pepo Puch – Fine Feeling S | 78,000 % | Nicole Den Hulková – Wallace | 75,150 % |
| Grade II freestyle    | Rixt van der Horst – Uniek | 76,350 % | Lauren Barwicková – Off to Paris | 76,250 % | Demi Vermeulenová – Vaness | 71,900 % |
| Grade III freestyle   | Sanne Voetsová – Vedet PB N.O.P. | 77,450 % | Hannelore Brennerová – Women of the World | 76,200 % | Annika Lykke Risumová – Aros a fenris | 73,050 % |
| Grade IV freestyle    | Michèle Georgeová – FBW Rainman | 78,650 % | Sophie Wellsová – Valerius | 78,050 % | Frank Hosmar – Alphaville N.O.P. | 75,950 % |
| Reining               | |          | |          | |          |
| družstva              | USA - Shawn Flarida – Spooks Gotta Whiz - Mandy McCutcheonová – Yellow Jersey - Andrea Fappani – Custom Cash Advance - Jordan Larson – HF Mobster                                                                                          | 677,5    | Belgie - Ann Poelsová – Nic Ricochet - Cira Baecková – Colonels Shining Gun - Bernard Fonck – Sail on Top Whizard - Piet Mestdagh – RS Spat Mano War                                                    | 663,0    | Rakousko - Martin Mühlstätter – Wimpys Little Buddy - Rudi Kronsteiner – Dr Lee Hook - Tina Künstnerová-Mantlová – Cashn Rooster - Markus Morawitz – Dun In Whiz Jerry                               | 658,5    |
| jednotlivci           | |          | |          | |          |
| Endurance             | |          | |          | |          |
| družstva              | Španělsko - María Álvarezová Pontónová – Qualif du Poncelet - Jordi Arboix Santacreu – Mystair des Aubus - Javier Cervera Sánchez-Arnedo – Strawblade - Laia Muixiová Crusellasová – Ourasi de Cassa - Jaume Puntí Dachs – Novisaad d'Aqui | 28:56:02 | Francie - Nicolas Ballarin – Lemir de Gargassan - Robin Cornely – Rusty James - Jean-Philippe Frances – Secret de mon coeur - Franck Laousse – Niky de la Fontaine - Dennis Le Guillou – Otimmins Armor | 29:08:44 | Švýcarsko - Andrea Amacherová – Rustik d'Alsace - Sandra Bechterová – Sharimo CH - Sonja Fritschiová – Okkarina d'Alsace - Barbara Lissarragueová – Preume de paute - Veronika Müngerová – Jannik CH | 29:42:54 |
| jednotlivci           | Hamdán ibn Muhammad Al Maktúm – Yamamah | 8:08:28  | Marijke Visserová – Laiza de Jalima | 8:19:07  | Abdulrahmán Sa'ad Al Sulajtín | 8:56:23  |
| Všestrannost          | |          | |          | |          |
| družstva              | |          | |          | |          |
| jednotlivci           | |          | |          | |          |
| Parkur                | |          | |          | |          |
| družstva              | |          | |          | |          |
| jednotlivci           | |          | |          | |          |
| Voltiž                | |          | |          | |          |
| muži                  | |          | |          | |          |
| ženy                  | |          | |          | |          |
| skupiny               | |          | |          | |          |
| pas de deux           | |          | |          | |          |
| Spřežení              | |          | |          | |          |
| jednotlivci           | |          | |          | |          |
| družstva              | |          | |          | |          |

## Češi na Světových jezdeckých hrách 2014
Při konečné uzávěrce přihlásila Česká jezdecká federace na Světové jezdecké hry 2014 účastníky do šesti disciplín. Na poslední chvíli před tím se omluvili zejména parkurový jezdec Aleš Opatrný, který se musel omluvit kvůli lehkému zranění svého koně VDL Fakir. Oslabena byla i ekipa pro vytrvalost a všestrannost, kvůli administrativnímu nedopatření chyběl i český účastník v reiningu.
| Disciplína   | Jezdec/jezdci                                            | Kůň/koně |
| ------------ | -------------------------------------------------------- | --- |
| parkur       | Zuzana Zelinková                                         | Caleri II |
| parkur       | Ondřej Zvára                                             | Cento Lano |
| parkur       | Emma Augier de Moussac                                   | RDPS Danthe |
| všestrannost | Martin Maivald                                           | Gomba |
| endurance    | Petr Jadlovský                                           | Rachel 4 |
| endurance    | Tereza Kopecká                                           | Armanda S |
| endurance    | Silvie Lorenzová                                         | Razzia du Barthas                                                                                                  |
| endurance    | Magdalena Prikrilová                                     | Shekel |
| paradrezura  | Anastasja Vištalová                                      | Jambo |
| spřežení     | Jiří Nesvačil st.                                        | Arnie, Carmen 17, Putin, Weekend, Zeta                                                                             |
| spřežení     | Jiří Nesvačil ml.                                        | Generale Aluma II-20, Generale Pastorella XLIX-13, Gss. Amiga XXXIV-3, Gss. Ecraseé XXXIII-6, Rudolfo Enamorada VI |
| spřežení     | Radek Nesvačil                                           | Generale Iscana II-5, Iscara-13, Sacramoso Siria I-29, Siglavi P. Montilla XI, Solo Xantora XVII-27                |
| voltiž       | Lukáš Klouda                                             | |
| voltiž       | Jana Bartoňková                                          | |
| voltiž       | voltižní skupina                                         | |
| voltiž       | lonžéři Petra Cinerová, Andrea Videnková, Patrick Looser | |